# 蘭里區

蘭里區於大溫哥華地區的位置

蘭里區（英語：Township of Langley）是一個位於加拿大卑詩省大溫哥華地區的地方行政區。蘭里區位於菲沙河南岸，西鄰素里，北面隔河與匹特草原和楓樹嶺對望，東臨阿伯茨福德，南接美加邊境，並從三方包圍蘭里市。蘭里市和蘭里區為各自獨立的地方行政區。根据2016年人口普查，蘭里區有117,285名居民。

## 歷史

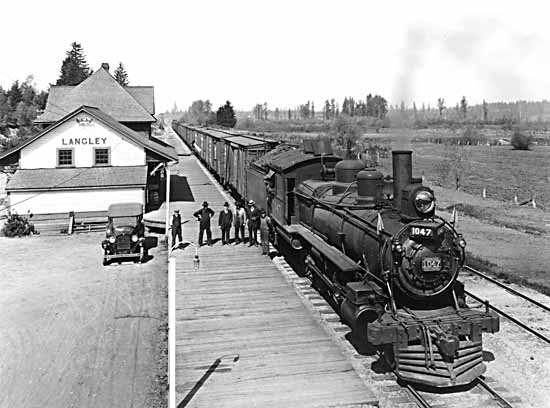
一列加拿大國家鐵路列車停靠於蘭里火車站（攝於1924年）

蘭里區一帶在歐裔人來臨前一直是斯托羅原住民族群的聚居地。首批於該帶定居的歐裔人為哈德遜灣公司（HBC）的皮毛交易員。HBC於1827年在菲沙河南岸現稱打比灘的一帶修築了蘭里堡，為該公司在北美西岸一系列皮毛交易站之一。第一代堡壘所在的一段菲沙河因為流水過於湍急而經常出現洪水，因此HBC於1839年在菲沙河較上游地段修築了第二代蘭里堡。隨著HBC陸續擴張其内陸皮毛交易站網絡，蘭里堡亦成為公司於區内的農業和鐵匠業中心，而皮毛也主要是通過蘭里堡運送往歐洲。
菲沙河的内陸流域於1858年出現淘金熱，吸引大批淘金者湧往卑詩内陸，亦令蘭里堡成為淘金者的主要補給站之一。英國政府亦於同年正式設立卑詩殖民地，並將首府設於蘭里堡。然而，由於該處接近美國邊界，英國當局認為美軍若入侵卑詩的話將難以抵禦該處，因此殖民地首府於1859年遷至二埠。蘭里堡的主要性因此被大幅削弱，而往後年間伐木業和農業亦取代皮毛交易成為區内的經濟支柱。
蘭里於1873年4月26日正式成立地方行政架構，是卑詩省首批地方行政區之一。蘭里的中央商業區在往後年間的發展漸趨顯著，並於1955年3月15日脫離蘭里區自組行政架構，成為現時的蘭里市。

## 交通

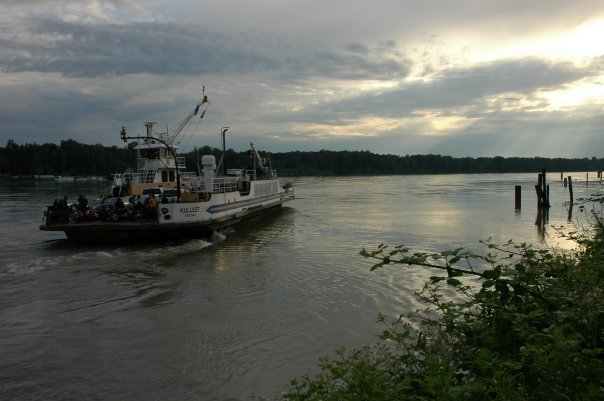
已停航的亞比安渡輪

蘭里區的對外交通隨著卑詩電力鐵路通往溫哥華的城際電車於1910年開通而有所改善。菲沙公路和帕圖洛橋（兩者現構成1A省道的部分路段）隨後分別於1920和30年代相繼開通，而屬高速公路規格的1號省道（橫加公路）蘭里段則於1964年完成，成為蘭里區的主要幹道。
來往蘭里區及楓樹嶺的汽車交通過往需依靠運輸聯線旗下的亞比安渡輪來橫渡菲沙河。金穗大橋於2009年6月開通後，亞比安渡輪亦於同年7月31日停航。
區内現時沒有軌道交通服務，巴士服務則由運輸聯線提供。

## 外部連結
49°06′16″N 122°34′58″W / 49.104444°N 122.582703°W
- 蘭里區官方網頁 （页面存档备份，存于）